# EFL League Two
English Football League Two, kallad Sky Bet League Two av sponsorskäl men oftast bara kallad League Two, är en nationell professionell fotbollsdivision i England. Den är den fjärde högsta divisionen i det engelska ligasystemet, under League One, och den lägsta divisionen i English Football League (EFL).
Divisionen fick namnet League Two 2004. Närmast dessförinnan hette den fjärde högsta divisionen i England Third Division och ännu längre tillbaka i tiden (fram till 1992) Fourth Division.
Divisionen består av 24 klubbar där alla klubbar möter varandra två gånger, en hemmamatch och en bortamatch. De tre bästa klubbarna blir vid säsongens slut direktuppflyttade till League One, och klubbarna på plats fyra till sju möts i ett uppflyttningsslutspel där fyran möter sjuan (hemma och borta) och femman möter sexan på samma sätt, och där vinnarna av dessa båda matchserier går till en slutspelsfinal på Wembley Stadium. Vinnaren av slutspelsfinalen flyttas upp till League One.
De två sämst placerade klubbarna vid säsongens slut, det vill säga tabellpositionerna 23–24, flyttas ned till National League, om inte någon av eller båda klubbarna som ska flyttas upp från National League saknar en hemmaarena som möter EFL:s krav.
Fram till säsongen 2016/17 hette English Football League endast The Football League. League Two kallades då också för Football League Two.

## Mästare
Nedan följer en lista med mästare och uppflyttade klubbar per säsong:
| Säsong  | Mästare (antal titlar) | Tvåa                | Trea               | Playoffvinnare       |
| ------- | ---------------------- | ------------------- | ------------------ | -------------------- |
| 2004/05 | Yeovil Town            | Scunthorpe United   | Swansea City       | Southend United      |
| 2005/06 | Carlisle United        | Northampton Town    | Leyton Orient      | Cheltenham Town      |
| 2006/07 | Walsall                | Hartlepool United   | Swindon Town       | Bristol Rovers       |
| 2007/08 | Milton Keynes Dons     | Peterborough United | Hereford United    | Stockport County     |
| 2008/09 | Brentford              | Exeter City         | Wycombe Wanderers  | Gillingham           |
| 2009/10 | Notts County           | Bournemouth         | Rochdale           | Dagenham & Redbridge |
| 2010/11 | Chesterfield           | Bury                | Wycombe Wanderers  | Stevenage            |
| 2011/12 | Swindon Town           | Shrewsbury Town     | Crawley Town       | Crewe Alexandra      |
| 2012/13 | Gillingham             | Rotherham United    | Port Vale          | Bradford City        |
| 2013/14 | Chesterfield (2)       | Scunthorpe United   | Rochdale           | Fleetwood Town       |
| 2014/15 | Burton Albion          | Shrewsbury Town     | Bury               | Southend United      |
| 2015/16 | Northampton Town       | Oxford United       | Bristol Rovers     | Wimbledon            |
| 2016/17 | Portsmouth             | Plymouth Argyle     | Doncaster Rovers   | Blackpool            |
| 2017/18 | Accrington Stanley     | Luton Town          | Wycombe Wanderers  | Coventry City        |
| 2018/19 | Lincoln City           | Bury                | Milton Keynes Dons | Tranmere Rovers      |
| 2019/20 | Swindon Town (2)       | Crewe Alexandra     | Plymouth Argyle    | Northampton Town     |
| 2020/21 | Cheltenham Town        | Cambridge United    | Bolton Wanderers   | Morecambe            |
| 2021/22 | Forest Green Rovers    | Exeter City         | Bristol Rovers     | Port Vale            |